# مات ستوني
مات ستوني (بالإنجليزية: Matt Stonie)‏ آكل تنافسي ويوتيوبر أمريكي من أصل ليتواني-ياباني ولد بتاريخ ولد بتاريخ 24 مايو 1992 في سان خوسيه، كاليفورنيا.

## إنجازاته
تمكن في سنة 2015 من الفوز بمسابقة ناثان لأكل الهوت دوغ بعدما تفوق على جوي تشينت, وأنهى احتكاره للجائزة الذي استمر 8 سنوات.

## وصلات خارجية
قناته على موقع يوتيوب